# 御井町
御井町（みいまち）は、福岡県三井郡にあった町。現在の久留米市の中央部にある地域。
現在の久留米市の行政区分（大字）としては、御井町・朝妻町・御井旗崎一丁目 - 五丁目・御井朝妻一丁目（御井町以外は住居表示実施済区域）に対応する。

## 御井町の特徴
西鉄久留米駅の東側約3kmの場所に位置し、高良大社のある高良山の麓に街並みが広がっている。
久留米大学御井キャンパスを中心として、久留米大学生の学生アパートや下宿をはじめ、久留米大学附設中学校・高等学校、南筑高校、御井小学校などの教育施設のある文教地区である。

## 歴史

### 地名の由来
かつてこの地域にあった井戸の呼び名である「御井戸」が「御井」に変化したと言われている。神功皇后が三韓征伐より凱旋した折、この地で咽を潤したと伝えられている。現在でも清らかな水が流れる小川が残っており、有名なトコロテンの店がある。
また、この付近に律令期の国府が10世紀から11世紀頃存在したと言われており、その頃から街道の駅・分岐点として町を形成していたと考えられる。

### 行政区域の変遷
- 1889年4月1日 - 町村制施行により御井町1町がそのまま御井郡御井町として発足。これ以前は府中と呼ばれていた。
- 1896年4月1日 - 郡の統合により御井郡が御原郡、山本郡と合併して三井郡御井町となる[1]。
- 1943年10月1日 - 久留米市に編入され、久留米市御井町となる。
- 1988年2月2日[2] - 住居表示の実施により、朝妻町・御井朝妻・御井旗崎を分離。

## 合併後の主な施設
- 久留米市役所高牟礼市民センター
- 御井公民館
- 西鉄バス久留米本社（旧矢取営業所）
- 高良大社
- 久留米大学御井キャンパス
- 久留米信愛女学院短期大学
- 久留米市立南筑高等学校
- 久留米大学附設中学校・高等学校
- 久留米信愛女学院中学校・高等学校
- 久留米市立良山中学校（住所は久留米市山川町だが、境に隣接している）
- 久留米市立御井小学校
- 久留米信愛女学院幼稚園
- 永福寺幼稚園
- 久留米東郵便局
- 御井町郵便局
- 農業・食品産業技術総合研究機構九州沖縄農業研究センター　久留米園芸研究拠点
- 久留米ゼミナール若者自立塾
- 陸軍第12師団 独立工兵第18大隊（爆弾三勇士）

以前はJAくるめ御井支所や福岡銀行の特別出張所も存在していた。

## 交通

### 鉄道
九州旅客鉄道（JR九州）久大本線が町内を東西に通っている。町域北部に久留米大学前駅、町域東端部に御井駅がある。

### 道路
久大本線に並行して道路が通っている（旧国道210号。現在の管理元は区間により異なり、一本の道路ではない）。高速道路としては九州自動車道が町内を南北に通っており、町のすぐ北部に久留米インターチェンジがある。以下、カッコ内に旧街道との対応を記す（一部不一致）。
- 国道210号（現在の210号は御井町から離れている。日田街道中道）
- 国道322号（久留米インターチェンジに接続。秋月街道）
- 福岡県道53号久留米筑紫野線（大宰府への街道。県道86号と併せて坊津街道）
- 福岡県道86号久留米筑後線（律令時代からの街道。坊津街道）
- 福岡県道151号浮羽草野久留米線（日田街道山辺道）
- 福岡県道750号御井諏訪野線（参勤交代時代の久留米城下バイパス道。府中街道）
- 福岡県道800号湯ノ原合川線

### バス
西鉄バス久留米の路線がある。